# Timothy Ouma
Timothy Noor Ouma (Nairobi, 10 giugno 2004) è un calciatore keniota, centrocampista del Lech Poznań, in prestito dallo Slavia Praga, e della nazionale keniota.

## Carriera

### Club
Ouma ha firmato nel 2020 un contratto triennale con il Nairobi City Stars ed ha debuttato il 29 novembre nell'incontro del campionato keniota vinto 2-0 contro lo Nzoia. Il 2 settembre 2021 ha rinnovato il contratto per un'ulteriore stagione ed il 27 dello stesso mese ha segnato il suo primo gol nell'incontro perso 3-1 contro il Sofapaka.
Dopo un totale di 56 partite e 7 gol segnati in due stagioni, il 24 agosto 2022 è stato acquistato a titolo definitivo dall'Elfsborg. Ha debuttato con il club svedese il 31 ottobre 2022 nell'incontro di Allsvenskan vinto 3-0 contro l'Helsingborg.
Prima dell'inizio della stagione svedese 2025, il 2 febbraio 2025 è stato ceduto ai cechi dello Slavia Praga con un contratto fino al 30 giugno 2029.
Il 18 luglio 2025 viene ceduto in prestito al Lech Poznań.

### Nazionale
A fine ottobre 2021 ha ricevuto la sua prima convocazione con la nazionale keniota, con cui ha debuttato l'11 novembre seguente nell'incontro di qualificazione per il campionato mondiale 2026 pareggiato 1-1 contro l'Uganda.

## Statistiche

### Presenze e reti nei club
Statistiche aggiornate al 21 novembre 2023.
| Stagione        | Squadra            | Campionato      | Campionato | Campionato | Coppe nazionali | Coppe nazionali | Coppe nazionali | Coppe continentali | Coppe continentali | Coppe continentali | Altre coppe | Altre coppe | Altre coppe | Totale | Totale | Totale |
| Stagione        | Squadra            | Comp            | Pres       | Reti       | Comp            | Pres            | Reti            | Comp               | Pres               | Reti               | Comp        | Pres        | Reti        | Pres   | Reti   |        |
| --------------- | ------------------ | --------------- | ---------- | ---------- | --------------- | --------------- | --------------- | ------------------ | ------------------ | ------------------ | ----------- | ----------- | ----------- | ------ | ------ | ------ |
| 2020-2021       | Nairobi City Stars | PL              | 24         | 0          |                 | -               | -               |                    | -                  | -                  |             | -           | -           | 24     | 0      |        |
| 2021-2022       | Nairobi City Stars | PL              | 32         | 7          |                 | -               | -               |                    | -                  | -                  |             | -           | -           | 32     | 7      |        |
| 2022            | Elfsborg           | A               | 1          | 0          | CS              | 0               | 0               |                    | -                  | -                  |             | -           | -           | 1      | 0      |        |
| 2023            | Elfsborg           | A               | 4          | 0          | CS              | 1               | 0               |                    | -                  | -                  |             | -           | -           | 5      | 0      |        |
| 2024            | Elfsborg           | A               | 23         | 1          | CS              | 0               | 0               | UEL                | 13                 | 2                  | -           | -           | -           | 36     | 3      |        |
| Totale Elfsborg | Totale Elfsborg    | Totale Elfsborg | 28         | 1          |                 | 1               | 0               |                    | 13                 | 2                  |             | -           | -           | 42     | 3      |        |
| Totale carriera | Totale carriera    | Totale carriera | 84         | 8          |                 | 1               | 0               |                    | 13                 | 2                  |             | -           | -           | 98     | 10     |        |

### Cronologia presenze e reti in nazionale
| Cronologia completa delle presenze e delle reti in nazionale ― Kenya | Cronologia completa delle presenze e delle reti in nazionale ― Kenya | Cronologia completa delle presenze e delle reti in nazionale ― Kenya | Cronologia completa delle presenze e delle reti in nazionale ― Kenya | Cronologia completa delle presenze e delle reti in nazionale ― Kenya | Cronologia completa delle presenze e delle reti in nazionale ― Kenya | Cronologia completa delle presenze e delle reti in nazionale ― Kenya | Cronologia completa delle presenze e delle reti in nazionale ― Kenya |
| Data                                                                 | Città                                                                | In casa                                                              | Risultato                                                            | Ospiti                                                               | Competizione                                                         | Reti                                                                 | Note                                                                 |
| -------------------------------------------------------------------- | -------------------------------------------------------------------- | -------------------------------------------------------------------- | -------------------------------------------------------------------- | -------------------------------------------------------------------- | -------------------------------------------------------------------- | -------------------------------------------------------------------- | -------------------------------------------------------------------- |
| 11-11-2022                                                           | Kitendé                                                              | Uganda                                                               | 1 – 1                                                                | Kenya                                                                | Qual. Mondiali 2026                                                  | -                                                                    | 73’                                                                  |
| 15-11-2022                                                           | Nairobi                                                              | Kenya                                                                | 2 – 1                                                                | Ruanda                                                               | Qual. Mondiali 2026                                                  | -                                                                    | 80’                                                                  |
| 12-9-2023                                                            | Nairobi                                                              | Kenya                                                                | 0 – 1                                                                | Sudan del Sud                                                        | Amichevole                                                           | -                                                                    | 81’                                                                  |
| 16-11-2023                                                           | Franceville                                                          | Gabon                                                                | 2 – 1                                                                | Kenya                                                                | Qual. Mondiali 2026                                                  | -                                                                    | 89’                                                                  |
| 20-11-2023                                                           | Abidjan                                                              | Seychelles                                                           | 0 – 5                                                                | Kenya                                                                | Qual. Mondiali 2026                                                  | -                                                                    | 89’                                                                  |
| 11-6-2024                                                            | Lilongwe                                                             | Kenya                                                                | 0 – 0                                                                | Costa d'Avorio                                                       | Qual. Mondiali 2026                                                  | -                                                                    | 79’                                                                  |
| 11-10-2024                                                           | Yaoundé                                                              | Camerun                                                              | 4 – 1                                                                | Kenya                                                                | Qual. Coppa d'Africa 2025                                            | -                                                                    | 66’                                                                  |
| 14-10-2024                                                           | Nairobi                                                              | Kenya                                                                | 0 – 1                                                                | Camerun                                                              | Qual. Coppa d'Africa 2025                                            | -                                                                    | 68’                                                                  |
| 23-3-2025                                                            | Nairobi                                                              | Kenya                                                                | 1 – 2                                                                | Gabon                                                                | Qual. Mondiali 2026                                                  | -                                                                    | 65’                                                                  |
| Totale                                                               |                                                                      | Presenze                                                             | 9                                                                    |                                                                      | Reti                                                                 | 0                                                                    |                                                                      |

## Palmarès

### Club

#### Competizioni nazionali
- Campionato ceco: 1

Slavia Praga: 2024-2025